# Актуру (гора)
Актуру (Актру) — одна из основных вершин Северо-Чуйского хребта в юго-восточной части Республики Алтай, на территории Кош-Агачского района. Входит в состав горного узла Биш-Иирду. Высота — 4044,4 м.

## Этимология
Название имеет тюркское происхождение и упоминается в формах Актуру, Ак-Тура, где алт. ак — «белый» и алт. тура — «стоянка, стойбище».

## Описание
Склоны Актуру покрыты ледниками (Большой Актуру, Малый Актуру), из которых берёт начало река Актуру, которая, проходя через Курайскую степь, впадает в реку Чуя.
На вершину Актуру можно подняться тремя основными маршрутами: по Юго-Восточному гребню с ледника Большой Актуру — 2А категории сложности, по Восточному гребню с ледника Большой Актуру — 3А категории сложности и по Восточной стене — 4А категории сложности.
Район Актуру — один из основных центров альпинизма в Алтайских горах. Здесь проложено множество маршрутов различной сложности (от 1А до 5Б включительно), а в одноимённом ущелье работает альпинистский лагерь «Актуру». Он расположен в широкой части долины реки на высоте 2150 м; впервые организован ещё в 1938 году и в довоенные годы подготовил свыше 2000 значкистов и 30 инструкторов. Возобновил свою работу в 1953 году и вплоть до 1970-х годов являлся основной спортивной базой для массовой подготовки альпинистов в Сибири. В 1970 году альплагерь был официально закрыт, но спортивные группы алтайских альпинистов продолжали совершать восхождения, проводить сборы и обучать молодежь. С 1993 года на территории альплагеря работает поисково-спасательный отряд МЧС Республики Алтай, у которого имеется дальняя радиосвязь, а также возможность вызова вертолёта. Кроме того, здесь располагается круглогодичный стационар Томского государственного университета, а также несколько благоустроенных коттеджей. 
Современный альплагерь Актру, созданный в начале 2000х годов представляет собой два яруса, верхний (2200м) и нижний, разделенный между собой долиной реки  Актру. Верхний лагерь представляет собой деревянные домики с комнатами на 2-4 человека и небольшим холлом (отопление и свет отключается на ночь), и носящие название наиболее примечательных названий Алтая (гора Белуха, гора Караташ, гора Кызылташ, река Карагем, каньон Маашей). Все домики рассчитаны на проживание группами туристов (не индивидуально), питание - костровое, места для приготовления пищи оборудованы тентами. Нижний лагерь (1900м) - перед рекой Актру, представляет собой стоянки  индивидуальных туристов, приезжающих со своими палатками. Район является  труднодоступным, электричество и интернет а также мобильная связь неустойчивы. Для приготовления питания в столовой для туристов используется динамо-машина, которая работает до обеда, поэтому приготовленная еда с трудом может быть разогрета, а цены на такой обед значительно выше чем в кафе Горноалтайска. Попасть в альплагерь можно только при помощи машин "заброски" - это вездеходы КАМАЗы, УАЗы и другая техника рассчитанная изначально на военное предназначение. Длительность заброски от села Курай до альплагеря составляет более двух часов. Территория лагеря покрыта жимолостью, ивой, баданом,  много кедров, между некоторыми лежат двухметровые валуны, вдоль реки Актру  растут эдельвейсы. Маршруты горного туризма пролегают по курумнику и над обрывом и требуют определённых навыков.
В долине реки Актуру, неподалёку от альплагеря, установлены памятники альпинистке Галине Афанасьевой с её мужем, альпинистом Андреем (эта романтичная история есть в интернете). Есть и другой памятник, в той же долине реки, недалеко от памятника Афанасьевой - в виде пустой звезды в металлической окантовке (в память погибших в этом районе сибиряков-сноубордистов, разбившихся на вертолёте в 2002 году при попытке высадки на точку старта неподалёку от вершины).
Интересные факты
Актру является зоной обитания краснокнижного снежного барса, о чем предупреждают таблички в лагере. 

## Иллюстрации

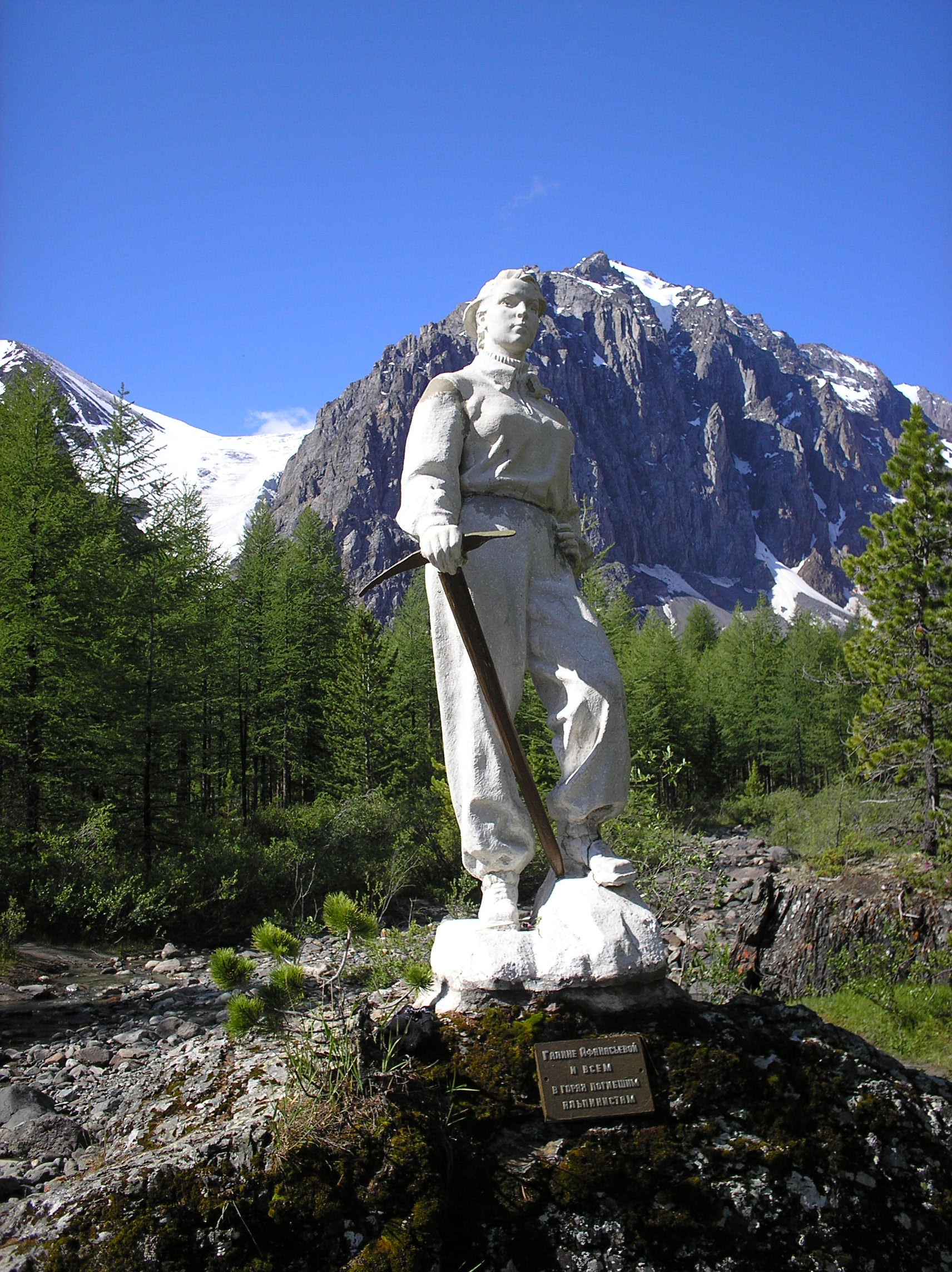
Памятник Галине Афанасьевой
Памятник новосибирским сноубордистам
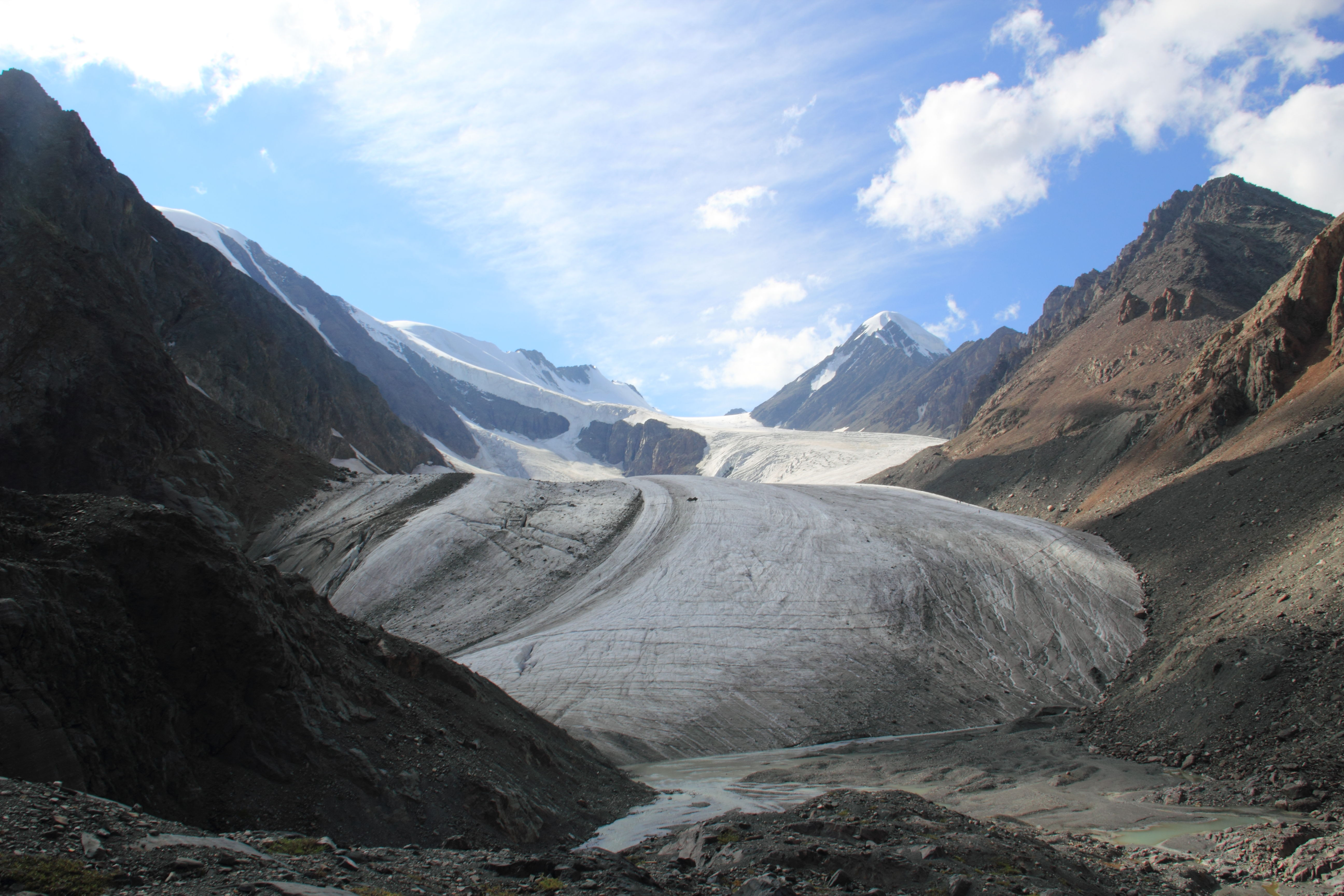
Вид на ледник Большой Актуру